# Eresia coela
Eresia coela är en fjärilsart som beskrevs av Druce 1874. Eresia coela ingår i släktet Eresia och familjen praktfjärilar. Inga underarter finns listade i Catalogue of Life.